# Caiuá (ort)
Caiuá är en ort i Brasilien.   Den ligger i kommunen Caiuá och delstaten São Paulo, i den södra delen av landet, 800 km sydväst om huvudstaden Brasília. Caiuá ligger 338 meter över havet och antalet invånare är 5 039.
Terrängen runt Caiuá är platt, och sluttar norrut. Närmaste större samhälle är Presidente Epitácio, 14,3 km nordväst om Caiuá.
Trakten runt Caiuá består i huvudsak av gräsmarker. Runt Caiuá är det ganska glesbefolkat, med 34 invånare per kvadratkilometer.